# Heliura tetragramma
Heliura tetragramma là một loài bướm đêm thuộc phân họ Arctiinae, họ Erebidae.